# Dialeurodes citri
Bọ phấn bưởi trắng (Dialeurodes citri) là một loài côn trùng cánh nửa trong họ Aleyrodidae, phân họ Aleyrodinae.
Dialeurodes citri được Ashmead miêu tả khoa học đầu tiên năm 1885.